# Leocrates claparedii
Leocrates claparedii é uma espécie de anelídeo pertencente à família Hesionidae.
A autoridade científica da espécie é Costa in Claparède, tendo sido descrita no ano de 1868.
Trata-se de uma espécie presente no território português, incluindo a sua zona económica exclusiva.